# Chuck Taylor (wrestler)
Dustin Lee Howard, meglio conosciuto con il ring name Chuck Taylor (Murray, 22 aprile 1986), è un wrestler statunitense sotto contratto con la All Elite Wrestling.
È noto per aver militato nelle più importanti federazioni di wrestling nel panorama indipendente americano, come la Dragon Gate e la Pro Wrestling Guerrilla.

## Carriera

### Gli inizi (2002-2005)
Howard iniziò gli allenamenti per diventare un wrestler nel 2002 sotto la guida di Brandon Walker alla Old School Wrestling Training Academy, con sede ad Hardin, in Kentucky. A causa delle leggi dello Stato, non poté però debuttare fino ai 18 anni, quindi nel frattempo lottò alcuni match nel Tennessee e nell'Illinois. Nella Chaos Pro Wrestling, divenne amico di Ricochet.

### Chikara

#### The Kings of Wrestling (2006–2007)
Con il ring name di Chuck Taylor, debuttò per la Chikara il 24 giugno 2006, durante la Young Lions Cup IV, sconfiggendo Ricochet al primo round, per poi essere eliminato in un 6-man match nelle semifinali da Andy Sumner. La sera successiva, fece coppia con Cloudy per sconfiggere Ricochet e Player Uno, ricevendo una grande standing ovation dal pubblico dopo la sua vittoria. Tuttavia, Taylor venne impiegato principalmente come heel, avvalendosi anche di interferenze per vincere i suoi incontri, come quella di Larry Sweeney che gli permise di battere Eddie Kingston. Facendo buona impressione sul manager Sweeney, quest'ultimo lo sostituì a Chris Hero, mettendolo insieme a Icarus e Gran Akuma per comporre il Team F.I.S.T. al King of Trios 2007. I tre arrivarono in semifinale per poi essere eliminati dalla delegazione Giapponese composta da Miyawaki, Yoshiaki Yago e Kudo.

#### Team F.I.S.T. (2007–2013)
Nonostante la sconfitta, Taylor venne ammesso al primo torneo Rey de Voladores, disputato il 22 aprile 2007, sconfiggendo Pac, Ricochet e Retail Dragon per accedere alla finale del torneo, dove dovette cedere il passo a Lince Dorado. Insieme ai compagni Gran Akuma e Icarus del Team F.I.S.T. sconfisse i Kings of Wrestling (Chris Hero, Claudio Castagnoli e Larry Sweeney) nel mese di maggio all'evento Aniversario! Nonostante la sconfitta, i Kings si riunirono al Team F.I.S.T. e insieme divennero la stable più numerosa della Chikara, reclutando anche nomi come Mitch Ryder, Max Boyer e Shayne Hawke nei loro ranghi. Sulla scia positiva del gruppo, Taylor vinse la Young Lions Cup V, sconfiggendo nell'ordine Cabana Man Dan, Lince Dorado, MosCOW the Communist Bovine, Player Uno, Ice Cream, Jr. e Amigo Suzuki nelle fasi eliminatorie. A seguire, Arik Cannon e Ricochet rispettivamente in semifinale e finale. 

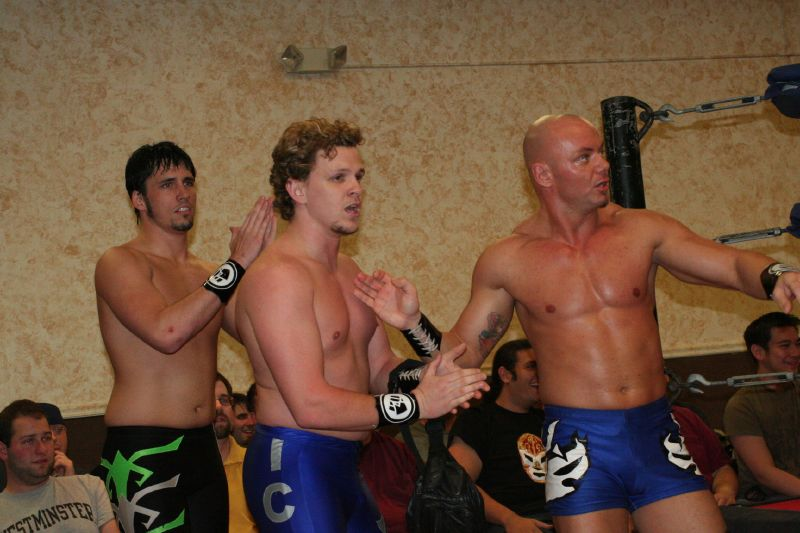
Il Team F.I.S.T. nel 2008. Da sinistra verso destra, Taylor, Icarus e Gran Akuma.

Dopo aver sconfitto Drake Younger e Ricochet con la Cup in palio, Taylor partecipò al Torneo Cibernetico ma venne eliminato da Lince Dorado. Un mese più tardi, perse contro Castagnoli e nel giro di due giorni arrivarono altre due sconfitte: prima, il 26 ottobre, sostituì l'infortunato Icarus nella difesa dei Campeonatos de Parejas, ma lui ed Akuma persero le cinture contro Delirious e Hallowicked. La sera seguente, perse la Young Lions Cup contro il debuttante Helios. A fine 2007, ottenne alcune vittorie ai danni di Shane Storm e Passion Hasegawa in incontri singoli, e con il Team F.I.S.T. sconfisse Tim Donst e i Los Ice Creams (El Hijo del Ice Cream e Ice Cream, Jr.).

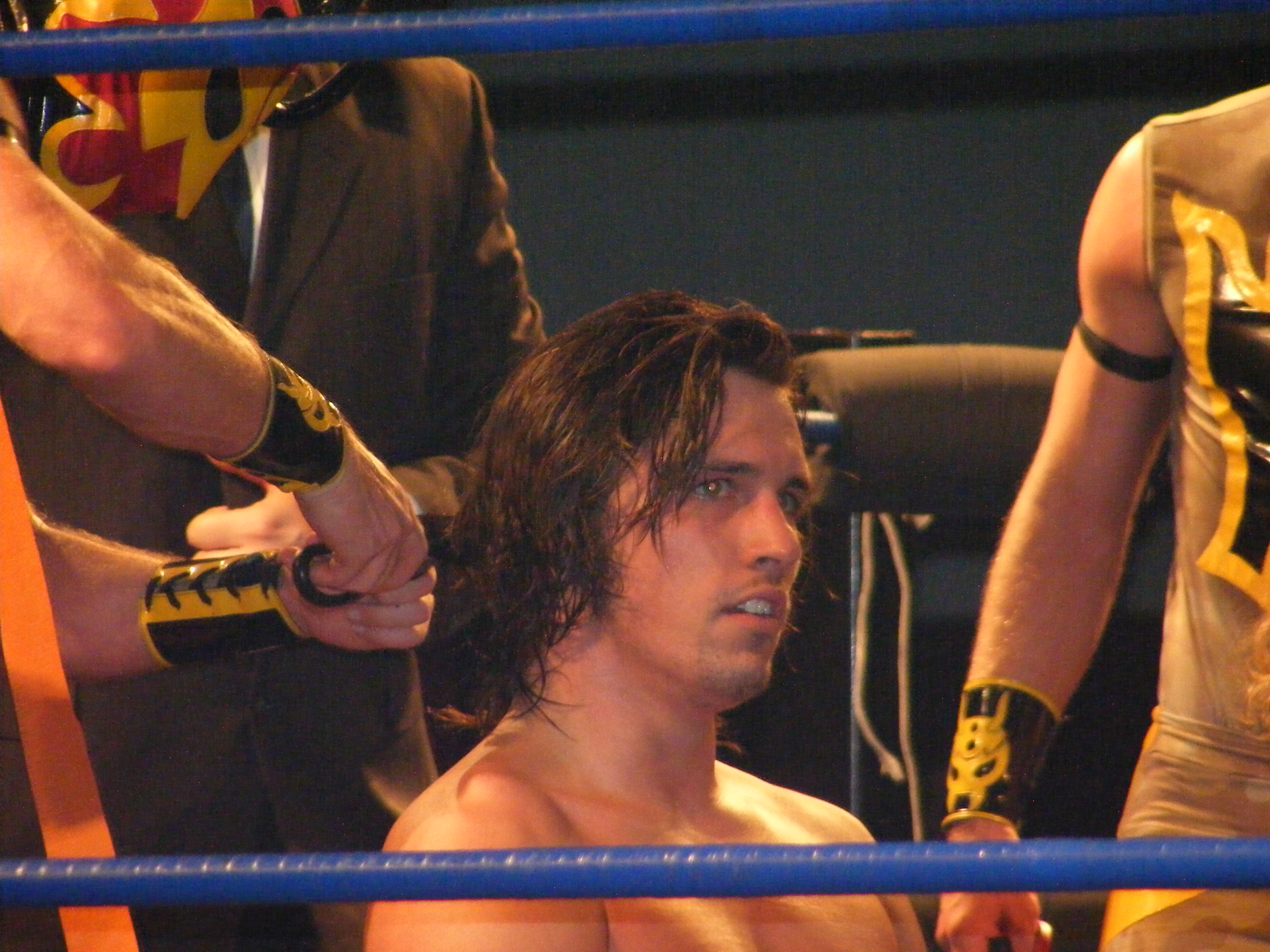
Dopo la sconfitta nel "Double Mask vs. Double Hair" match, a Taylor ed Icarus vennero rasati i capelli.

Il Team F.I.S.T. partecipò al King of Trios 2008 ma venne eliminato ai quarti di finale dai membri del Colony (Fire Ant, Worker Ant e Soldier Ant).
Senza una netta rottura con i compagni, dopo questo incontro Taylor ritornò alla competizione singola, facendo squadra solo occasionalmente con Akuma e Icarus.
Una riunione più stabile avvenne a metà 2009, con i tre che ebbero una faida con i Colony, che riuscirono a sconfiggere il 20 febbraio in un incontro di qualificazione al King of Trios 2009, pareggiando quindi i conti con l'eliminazione avvenuta l'anno precedente. Taylor, dopo il match, attaccò Worker Ant con la sua finisher, la "Awful Waffle", eseguita non sul ring ma sul pavimento della palestra, che causò il ritiro di Ant (kayfabe). Il 27 marzo, quindi, il Team F.I.S.T. partecipò al torneo: dopo aver sconfitto i Death Match Kings (Brain Damage, Necro Butcher e Toby Klein) al primo round, i F1rst Family (Arik Cannon, Darin Corbin e Ryan Cruz) nei quarti di finale e i Future is Now (Equinox, Lince Dorado e Helios), Taylor e i compagni avanzarono in finale dove sconfissero il Team Uppercut (Bryan Danielson, Claudio Castagnoli e Dave Taylor). Nello specifico, fu proprio Chuck Taylor a far cedere Danielson con la "Cross Crab".
Dopo la vittoria del torneo, terminò anche la rivalità con i Colony, con Fire Ant e e Soldier Ant che sconfissero Taylor e Icarus in un "Double Mask vs. Double Hair", dove ai perdenti vennero rasati i capelli a zero.
Il Team F.I.S.T. partecipò poi all'edizione 2010 del King of Trios tentando di diventare la prima formazione ad aver vinto due volte il torneo, ma uscirono ai quarti di finale per mano del Team Osaka Pro, formazione nipponica formata da Atsushi Kotoge, Daisuke Harada e Tadasuke. Durante l'incontro, Johnny Gargano fece da osservatore, suggerendo che i FIST avevano un anello debole, non rivelando però la sua entità. Questo cominciò a creare dei dissidi tra i tre compagni, che comunque continuarono a lottare insieme senza grossi successi. Lo split avvenne il 26 luglio all'evento "Chikarasauru Rex: King of the Show" quando vennero sconfitti da CIMA, Masaaki Mochizuki e Super Shenglong, con lo schienamento di Cima su Akuma. Al posto di quest'ultimo, venne aggiunto Johnny Gargano e il Team riuscì ad interrompere la sua losing streak. Al King of Trios 2011, il nuovo Team F.I.S.T. arrivò fino alla finale ma persero contro gli storici rivali, i Colony (Fire Ant, Green Ant e Soldier Ant).
Il 18 settembre 2011, Taylor e Gargano dopo aver guadagnato tre vittorie nel corso dell'estate laureandosi primi sfidanti ai Campeonatos de Parejas, vinsero le cinture con Jigsaw e Mike Quackenbush. Con l'aiuto di Icarus, riuscirono a mantenere i titoli contro Atsushi Kotoge e Daisuke Harada, Dasher Hatfield e Sugar Denkerton e contro i Colony in tre separate occasioni. Il 25 febbraio, Icarus sostituì l'infortunato Gargano nella difesa dei titoli contro Hallowicked e UltraMantis Black, ma il 24 marzo dovettero cedere le cinture ai 3.0. Tornarono tuttavia ad essere i primi sfidanti al titolo vincendo un Fatal 4-Way tag team match e il 14 aprile 2012, Taylor e il rientrato Johnny Gargano riconquistarono gli allori, che persero però definitivamente il 2 giugno contro gli Young Bucks.
Nel corso dello show "Chikara's Director of Fun", Sugar Denkerton chiese di poter entrare nel Team F.I.S.T. ma venne rifiutato. Taylor, Gargano e Icarus presero parte al King of Trios 2012, ma vennero eliminati in semifinale da coloro che poi vinsero il torneo, ovvero gli Spectral Envoy (Frightmare, Hallowicked e UltraMantis Black), Ad inizio 2013, il Team F.I.S.T. si sciolse dopo che l'attacco di Icarus nei confronti di Johnny Gargano.

#### Mr. Azerbaijan e rivalità con Chuck Taylor™ (2013–2018)

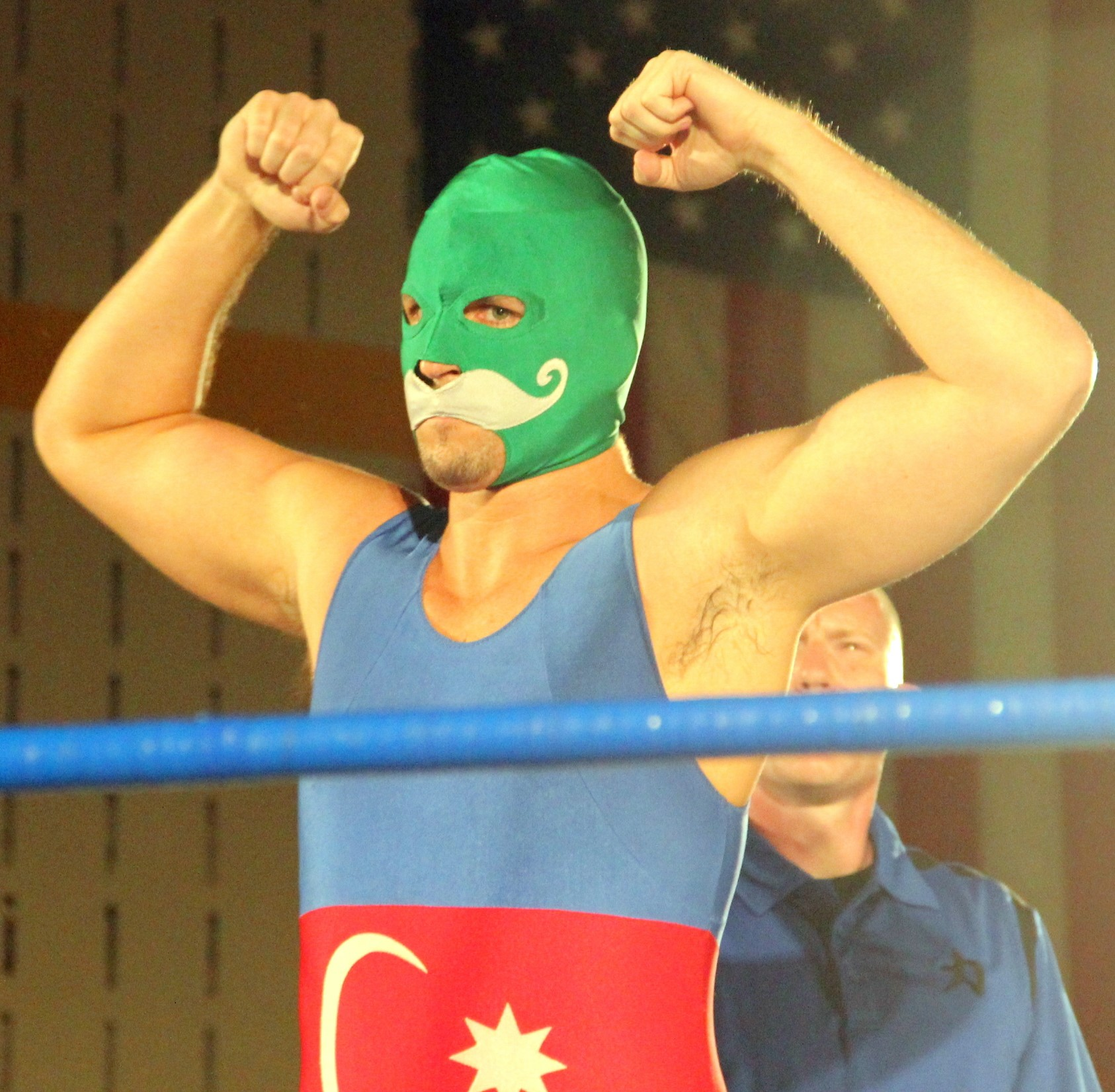
Taylor nei panni di "Mr. Azerbaijan".

Nel 2013, Taylor iniziò a lottare con una maschera e a farsi chiamare "Mr. Azerbaijan" durante gli show della federazione gemellata con la Chikara, ovvero la "Wrestling is Fun!". Il 25 gennaio 2015, lottò un incontro contro Icarus valevole per il Chikara Grand Championship, ma ne uscì sconfitto. Dal 2016 al 2018, è apparso sotto diversi nomi: Scoot Tatum, Rick Beanbag, Bugg Nevans, Stewie Scrivens, Rich Mahogany, Slim Perkins e Howie Dewitt, prima di stabilizzarsi come "Dustin". Fu rilevato poi che tutti questi cambi di nominativi facevano parte di una battaglia legale contro il nuovo proprietario del marchio Chuck Taylor™. Nel gennaio 2018, lasciò definitivamente la Chikara.

### Evolve (2010–2017)
Taylor partecipò al primo show della Evolve, sconfiggendo Cheech e guadagnandosi un contratto per apparire fra i nomi del roster della neonata federazione. Dopo aver sconfitto Ricochet, si guadagnò anche il diritto di poter lottare al terzo show della federazione, che si tenne il primo maggio e dove ebbe la meglio anche su Claudio Castagnoli. Dopo aver sconfitto Jimmy Jacobs, la sua striscia positiva venne arrestata da Mike Quackenbush che riuscì ad avere la meglio su di lui l'11 settembre. Il 20 novembre, perse anche contro Austin Aries, ma venne comunque nominato "Breakout Star of the Year" a fine anno. Il 19 aprile 2011, si tenne sul web il primo pay-per-view della Evolve e nell'occasione ebbe la meglio su Akira Tozawa.
Nel 2015, apparve solo una volta sconfiggendo insieme a Ronin i Bravado Brothers. L'anno seguente, ritornò come Dustin e il 16 luglio vinse gli Evolve Tag Team Championships insieme a Drew McIntyre. Persero i titoli il 13 novembre. Risale al 28 gennaio 2017 la sua ultima apparizione nella federazione, quando venne sconfitto da Matt Riddle in un No Disqualification match.

### Dragon Gate USA (2010–2014)
Taylor debuttò per la Dragon Gate USA il 24 luglio a Enter the Dragon, sconfiggendo Adam Cole, Arik Cannon e Ricochet in un Fatal 4-Way. Il 25 settembre, vinse un altro match simile contro Drake Younger, Johnny Gargano e Rich Swann. Tuttavia, il giorno seguente perse contro CIMA il suo primo incontro singolo. Al primo pay-per-view della storia della Dragon Gate USA, "Bushido: Code of the Warrior", Taylor vinse un altro Fatal 4-Way e a fine match, CIMA gli offrì un posto nella sua stable "Warriors International", ma Taylor declinò la proposta. Nella stessa serata, Gargano, Swann e Taylor attaccarono CIMA e Ricochet annunciando la formazione del loro gruppo chiamato "Ronin". A Freedom Fight 2010, i Ronin sconfissero Austin Aries, Genki Horiguchi e Ricochet in un 6-man tag team match. 

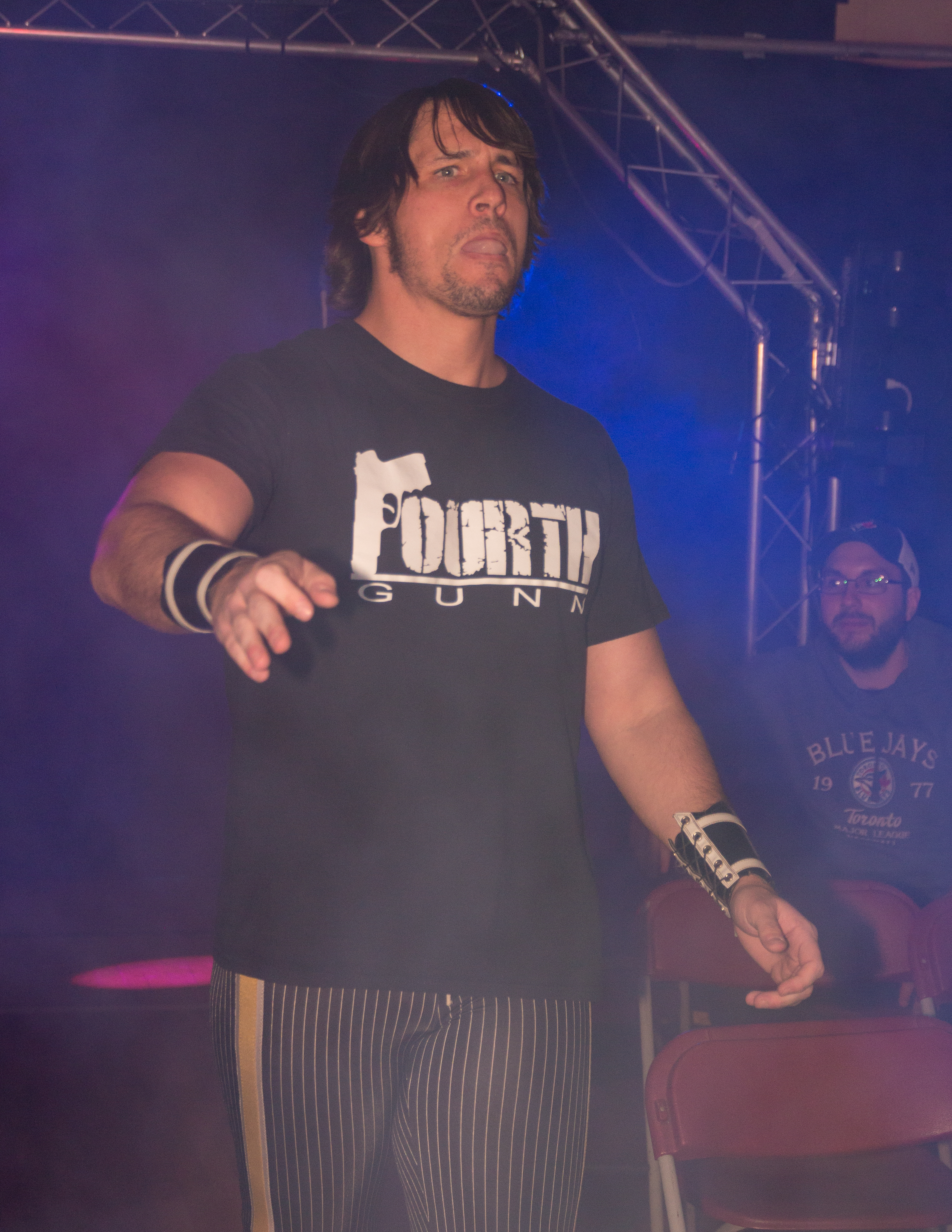
Chuck Taylor nel 2015.

Taylor e Gargano parteciparono al torneo per decretare i primi Open the United Gate Champions, ma persero la finalissima contro Masato Yoshino e Pac.
A Mercury Rising 2011, i Ronin divennero Face, ma persero un 6-man tag team match contro i Blood Warriors (CIMA, Naruki Doi e Naoki Tanisaki). Il 1º maggio 2011, la DGUSA partì per un tour giapponese e i Ronin furono convocati. Nell'incontro in terra nipponica, sconfissero nel rematch i Blood Warriors. Il 10 settembre 2011, all'evento Untouchable, Taylor sconfisse Masato Yoshino, Naruki Doi e Sami Callihan, guadagnando una title shot per un titolo qualsiasi per i membri del Ronin. Proprio quando tutti pensavano che Taylor e Gargano sarebbero andati all'assalto dell'Open the United Gate Championship, Taylor prese parola dicendosi non interessato a condividere la sua title shot per un titolo di coppia, ma avrebbe sfidato YAMATO per l'Open the Freedom Gate Championship. L'incontro, che si tenne il 12 novembre 2011 all'evento "Bushido": sembrava che Taylor avesse vinto l'incontro, quando Johnny Gargano dichiarò che durante lo schienamento decisivo, YAMATO aveva toccato le corde con il piede, annullando quindi la decisione arbitrale. Il match finì in no contest, ma Taylor rubò la cintura e scappò dall'arena. A Freedom Fight 2011, Taylor si presentò con la cintura, mettendo momentaneamente da parte i diverbi con Gargano, ma dopo un match perso il 30 marzo 2012 valevole per gli Open the United Gate Championships, Taylor attaccò il suo partner alle spalle, sancendo la fine dell'alleanza.
In seguito al turn heel, Taylor formò i "Gentleman's Club" insieme a Drew Gulak e Jake Manning. Il 29 giugno, Taylor sfidò l'ex rivale Gargano che nel frattempo si era laureato Open the Freedom Gate Champion, ma non riuscì a batterlo. Il mese seguente, Taylor perse anche un "I Quit" match contro Gargano. Il 4 novembre, a Freedom Fight 2012, Taylor perse un No Disqualificatiion grudge match contro un altro suo ex compagno, Rich Swann.

### Total Nonstop Action Wrestling (2016)
Taylor si esibì per la Total Nonstop Action Wrestling a One Night Only: X-Travaganza 2016, sconfiggendo Rockstar Spud per qualificarsi ad un 7-man ladder match per il TNA X Division Championship, ma ne uscì sconfitto. Lottò anche un match come jobber in coppia con JT Dunn perdendo contro i Broken Hardys durante un episodio di Impact.

### New Japan Pro Wrestling (2017–2019)
Il 6 novembre 2017, Howard venne annunciato come uno dei partecipanti al torneo World Tag League insieme a Trent Baretta. Chuckie T. (questo il nome usato da Taylor nella New Japan Pro-Wrestling e Baretta conclusero il torneo con un record positivo di 4 vittorie e 3 sconfitte, ma non riuscirono comunque ad accedere alle finali. Nel 2018, partecipò alla New Japan Cup, dalla quale però venne subito eliminato da Sanada al primo round. Il 7 febbraio 2019, la NJPW rimosse il profilo di Chuckie T. dal sito ufficiale, lasciando intendere dunque la fine della collaborazione tra le parti.

### All Elite Wrestling (2019–presente)
Il 7 febbraio 2019, Taylor e Baretta fecero la prima apparizione per la All Elite Wrestling, durante un evento tenutosi a Las Vegas, dove annunciarono di far parte ufficialmente del roster e che il loro team si sarebbe chiamato "Best Friends". Debuttarono nel corso ell'evento inaugurale della promotion sconfiggendo Angélico e Jack Evans. Il mese seguente, vincendo un 3-Way match a coppie contro i Private Party e i SoCal Uncensored, si qualificarono per il torneo valido per l'assegnazione dei primi AEW World Tag Team Champions, ma da quest'ultimo vennero eliminati subito. Il 20 novembre, durante l'episodio di Dynamite, Taylor partecipò alla Dynamite Dozen Battle Royale, ma non riuscì a vincere. Il 15 gennaio 2020, i Best Friends parteciparono ad un Fatal 4-Way tag team match per determinare i primi sfidanti ai titoli di coppia, ma a vincere furono Adam Page e Kenny Omega.

## Personaggio

### Mosse finali
- Awful Waffle (Leg hook belly to back suplex lifted, twisted and dropped into a piledriver)
- Cross Crab (Single leg Boston crab with a knee to the opponent's back)
- Sole Food (Inverted stomp facebreaker, sometimes from the top rope)
- Brodie Knee (Jump up knee strike from the corner)

### Soprannomi
- "Raccoon City's Favorite Son"
- "The All Star"
- "Sexy Chucky T"
- "Smooth Chucky T"
- "The Kentucky Gentleman"

## Titoli e riconoscimenti
- Chaos Pro Wrestling
  - CPW Global Championship (2)
- Chikara
  - Chikara Campeonatos de Parejas (2) - con Johnny Gargano
  - Young Lions Cup V
  - Rey de Voladores (2007)
  - King of Trios (2009) - con Icarus e Gran Akuma
- Combat Zone Wrestling
  - CZW Junior Heavyweight Championship (1)
- DDT Pro-Wrestling
  - Ironman Heavymetalweight Championship (1)
- Evolve Wrestling
  - Evolve Tag Team Championship (1) - con Drew Galloway
  - Breakout Star (2010)
  - Evolve MVP (2010)
- Impact Pro Wrestling
  - Hall of Fame Classic (2017)
- Insanity Pro Wrestling
  - IPW Junior Heavyweight Championship (1)
- Independent Wrestling Association Mid-South
  - IWA Mid-South Heavyweight Championship (2)
  - IWA Mid-South Light Heavyweight Championship (2)
  - IWA Mid-South Women's Championship (1)
- Insanity Pro Wrestling
  - IPW Junior Heavyweight Championship (1)
- Old School Wrestling
  - OSW Cruiserweight Championship (1)
- Pro Wrestling Guerrilla
  - PWG World Championship (2)
  - Dynamite Duumvirate Tag Team Title Tournament (2014) – con Trent
- United States Wrestling Organization
  - USWO Tag Team Championship (1 - con Slacker J)
- Pro Wrestling Illustrated
  - 127º nella classifica dei 500 migliori wrestler singoli su PWI 500 (2012)